# Белзув
Белзув (пол. Bełzów) — село в Польщі, у гміні Скальбмеж Казімерського повіту Свентокшиського воєводства.
Населення — 160 осіб (2011).
У 1975-1998 роках село належало до Келецького воєводства.

## Демографія
Демографічна структура на день 31 березня 2011 року:
|          | Загалом | Допрацездатний вік | Працездатний вік | Постпрацездатний вік |
| -------- | ------- | ------------------ | ---------------- | -------------------- |
| Чоловіки | 88      | 20                 | 58               | 10                   |
| Жінки    | 72      | 10                 | 46               | 16                   |
| Разом    | 160     | 30                 | 104              | 26                   |